# Illyrisch
De Illyrische talen waren een groep Indo-Europese talen die gesproken werden in de westelijke helft van de Balkan. Hun verwantschap met moderne talen is onbekend.
Illyrische talen worden genoemd door klassieke Griekse schrijvers, maar alleen losse inscripties zijn bekend. In de 18e en 19e eeuw werd de benaming "Illyrisch" ook gebruikt voor een aantal moderne Zuid-Slavische dialecten, maar deze betekenis is achterhaald.

## Positie
De exacte positie van de Illyrische talen binnen de Indo-Europese taalfamilie is onbekend, omdat er geen Illyrische literatuur is overgeleverd. Er is slechts een handvol losse woorden uit glossen beschikbaar, samen met een aantal op het Illyrisch gebaseerde eigennamen (Teuta, Agron, Glauk, Monuni, Gentian, Taulant, Dardan, Ilir), etnoniemen, toponiemen (Amantia, Lychnid, Byl, Ulpiana) en hydroniemen die via het Oudgrieks en Latijn bewaard zijn gebleven.
Op basis van dit uiterst schaarse materiaal in combinatie met de archeologie en de onomastiek is bijvoorbeeld verwantschap met het Messapisch verondersteld. In andere en inmiddels grotendeels achterhaalde theorieën zijn de Illyrische talen verwant aan het Venetisch (volgens Hans Krahe en later János Harmatta), het Liburnisch of het Thraco-Dacisch.
Aan het begin van de 18e eeuw werd door onder andere Johann Georg von Hahn geopperd dat het Albanees van de Illyrische talen zou afstammen.

## Kenmerken
Op basis van het schaarse overgeleverde materiaal zijn onder andere door Hans Krahe met behulp van de vergelijkende methode een aantal Illyrische woorden gereconstrueerd, zoals abeis', "slangen", bagaron, "warm", en mandos, "paard".
Over de typisch Illyrische klankverschuivingen is eveneens zeer weinig bekend. Het enige wat vrij zeker lijkt, is dat de geaspireerde klanken /bh/, /dh/, /gh/ overgingen in de stemhebbende plosieven /b/, /d/, /g/. Niet vast staat bijvoorbeeld of de Illyrische talen tot de kentum- dan wel tot de satemtalen behoorden.
Vanaf de 3e eeuw v.Chr. nam het Illyrisch vooral Latijnse leenwoorden over. In de 6e eeuw arriveerden er steeds meer Slaven en Awaren vanuit de noordelijke Balkan in het leefgebied van de Illyriërs, waardoor eerst de Slavische talen het Illyrisch sterk beïnvloedden. Nog later gingen de Illyriërs volledig op in de omringende cultuur.

## Geschiedenis
De Illyriërs zouden volgens de aanhangers van de hypothese van de verwantschap met het Venetisch oorspronkelijk hebben geleefd in de Alpen en wat nu Zuid-Duitsland is, en ook als eersten ijzer hebben gebruikt. Rond 1300 v.Chr. zouden ze oostwaarts richting de Donau zijn getrokken, waardoor de eerste afzonderlijke Illyrische dialecten zouden zijn ontstaan.
De oude Grieken waren de eersten die in contact met de Illyriërs kwamen, en zij reserveerden de term voor bewoners van Macedonië en Epirus. Later kwamen de Illyriërs als gevolg van de Keltische invasies in contact met de Kelten en werd het Illyrisch beïnvloed door de Keltische talen en nog later door het Thracisch en Paionisch. Vanaf 230 v.Chr. begon de romanisering van de Illyriërs. Het is onbekend hoelang ze daarna nog een apart volk zijn gebleven.
Tijdens de bloeiperiode van het Romeinse Rijk kreeg het begrip "Illyrisch" een veel bredere betekenis. Zo worden in de geschriften van Appianus alle inwoners van Dalmatia, Pannonië en Moesië ongeacht hun culturele of etnische achtergrond Illyriërs genoemd.
Tot ongeveer 1960 werd de voor-Keltische taalgroep die zich in een ruim gebied van continentaal Europa verbreidde met de term "Illyrisch" aangeduid. In navolging benoemden prehistorici vaak de Hallstattcultuur met de term Illyrisch. Dit is vandaag niet meer conform de wetenschap.

## Externe links

Iliri